# 北クリル管区
北クリル管区（きたクリルかんく、Северо-Курильский городской округ）はロシア連邦サハリン州の管区。区庁所在地はセベロクリリスク。行政上、セベロクリリスク都市管区と同一である。カムチャツカ半島南側の北千島の島々で構成される。面積は1,856.1km2。人口は2,691人（2021年時点）で、全てがセベロクリリスクの人口である。

## 地理
北クリル管区は、千島列島の阿頼度島、占守島、幌筵島、志林規島、磨勘留島、温禰古丹島、春牟古丹島、知林古丹島、越渇磨島、捨子古丹島、雷公計島、松輪島、羅処和島、宇志知島、計吐夷島と、これらの付属島嶼からなる。有人島は幌筵島のみである。

## 人口
| 2002年 | 2592人 |  |
| 2010年 | 2536人 |  |
| 2011年 | 2531人 |  |
| 2012年 | 2634人 |  |
| 2013年 | 2560人 |  |
| 2014年 | 2487人 |  |

## 行政区分
2つの市町村からなる。ただしバイコーヴァには居住者がなく、事実上セベロクリリスクが唯一の街である。
- セベロクリリスク（Северо-Курильск、セヴェロクリリスク「北千島の町」の意）：日本名は柏原。人口2,374人(2020年)。
- バイコーヴァ（Байково）：占守島にある。日本名は片岡。現在、定住者はいない。

## アクセス
ロシアにおいてもアクセス困難な秘境地域であり、北千島の島々を巡るには、カムチャツカ半島のペトロパブロフスク・カムチャツキーから空路で占守島に渡り、そこで艀やヘリコプターに乗り換えるか、またはコルサコフ港からの船便で行くことになる。